# Snaps

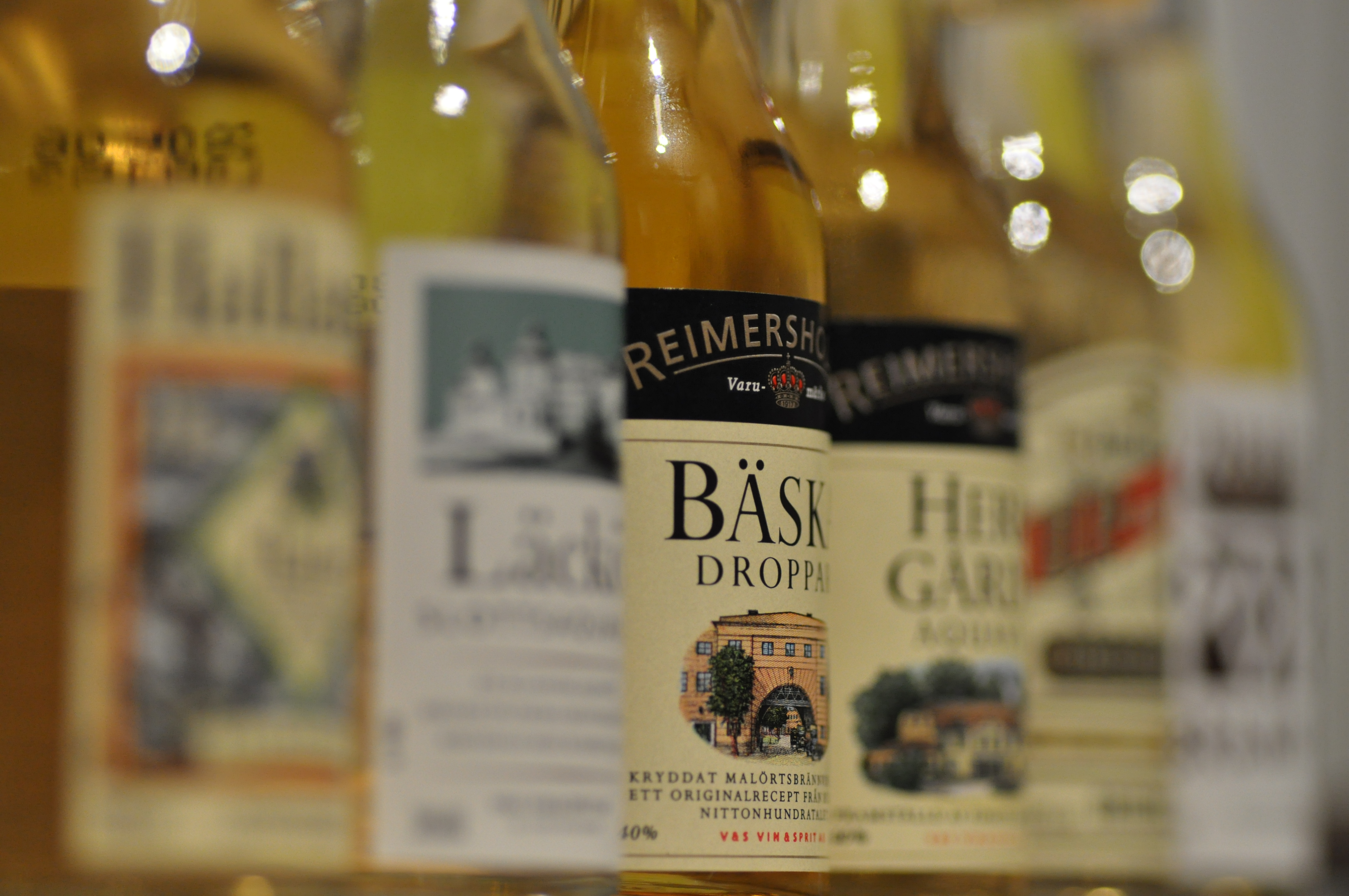
Una selección de snaps suecos, incluyendo (de izquierda a derecha) Hallands, Läckö slottsakvavit, Bäska droppar, Herrgårdsakvavit, O.P. Anderson y Pors.

Snaps es una palabra danesa y sueca para un chupito de una bebida alcohólica fuerte tomada durante una comida. El ritual asociado al consumo de snaps es una tradición en Escandinavia, y especialmente en Dinamarca y Suecia, donde es muy común beber snaps en fiestas tales como la Navidad y la Semana Santa. Este ritual ha sido descrito como sigue:

Un grupo de gente se reúne en torno a una mesa para una comida típica que incluirá varios platos y una bebida clara y fuerte. El anfitrión sirve el líquido helado en vasos enfriados cónicos con pies altos. Levanta su vaso, momento en el que los comensales se giran unos hacia otros y toman contacto visual, asegurándose de no dejar a nadie fuera. «Skål!», grita el anfritión, y todo el mundo toma un sorbo. De nuevo se hace contacto visual, y entonces los vasos se dejan en la mesa, sin volver a levantarlos hasta que el anfritión levante el suyo. El líquido es akvavit. El ritual es virtualmente el mismo en toda Escandinavia.

Un snaps suele ser akvavit, vodka o algún otro tipo de brännvin. Otros licores como el whisky o el coñac rara vez se toman como snaps.
La palabra snaps tiene también el mismo significado que la alemana schnaps, en el sentido de ‘cualquier bebida alcohólica fuerte’.

## Cultura
Un entrante consistente en arenque encurtido y patata se sirve típicamente con snaps, al igual que también el famoso surströmming sueco.
Los daneses, suecos y finlandeses suecoparlantes tienen una tradición consistente en cantar canciones (llamadas snapsvisa) antes de beber snaps. Estas snapsvisor  son típicamente odas al placer de beber snaps, que pueden elogiar su sabor o expresar el anhelo por tomarlo.
El snaps y los snapsvisor son elementos esenciales de las fiestas del cangrejo, que son eventos notoriamente achispados. Pueden cantarse docenas de canciones en estas fiestas, y cada una exige una ronda de snaps, si bien el vaso no tiene que vaciarse cada vez.

## Producción casera de licor en Escandinavia
Destilar snaps en casa es ilegal en los países escandinavos, salvo si es aprobado por las autoridades fiscales. Sin embargo, la destilación casera es una tradición muy extendida, especialmente en muchas comunidades rurales de Noruega y Suecia.
Existe en Escandinavia la tradición de «aromatizar» en casa un snaps, siendo más fuerte en las regiones del sur, especialmente en Dinamarca. Los aficionados al snaps suelen comprar botellas comerciales de sabor neutro a las que dan sabor 
añadiéndole hierbas silvestres o cultivadas en el jardín. Por ejemplo, en el norte de Dinamarca se añaden varias especias al snaps para producir una versión llamada bjesk, ‘amargo’.
Son sabores populares el endrino, el mirto de turbera, el eneldo, el nogal, la hierba de San Juan, la asperilla olorosa y el ajenjo. Las hierbas suelen usarse por separado, aunque algunos entusiastas experimentan con mezclas para lograr el «sabor perfecto».